# Воронов, Геннадий Иванович
Генна́дий Ива́нович Во́ронов (18 [31] августа 1910, село Рамешки, Тверская губерния — 1 апреля 1994, Москва) — советский государственный и партийный деятель, председатель Совета министров РСФСР. Член КПСС с 1931 года. Член ЦК КПСС (1952—1976), кандидат в члены Политбюро ЦК КПСС (1961), член Политбюро ЦК КПСС (1961—1973), Член Бюро ЦК КПСС по РСФСР (1961—1966), депутат Верховного Совета СССР 3—8-го созывов.

## Биография
Родился 31 августа 1910 года в семье сельского учителя.

### Образование
- В 1936 году закончил Томский индустриальный институт им. С. М. Кирова.
- В 1937 году закончил Новосибирский институт марксизма-ленинизма.

### Трудовая деятельность
- Трудовую деятельность начал в 1929 году, работал электромонтёром, бригадиром и мастером на строительстве Череповецкого стекольного и Пермского суперфосфатного заводов.
- В 1931 году вступил в ВКП(б).
- В 1937—1939 годах — заведующий культурно-пропагандистским отделом Кировского райкома ВКП(б) Томска, заведующий отделом пропаганды и агитации, секретарь Прокопьевского горкома ВКП(б) Кемеровской области.
- В 1939—1943 годах — секретарь, третий секретарь Читинского обкома ВКП(б).
- В 1943—1948 годах — второй секретарь Читинского обкома ВКП(б).
- В 1948—1955 годах — первый секретарь Читинского обкома КПСС. Одновременно в 1948—1950 годах первый секретарь Читинского горкома ВКП(б).
- В 1952—1976 годах — член ЦК КПСС.
- В 1955—1957 годах — заместитель министра сельского хозяйства СССР.
- В 1957—1961 годах — первый секретарь Оренбургского (до декабря 1957 года — Чкаловского) обкома КПСС.
- С 18 января 1961 года — кандидат в члены Президиума ЦК КПСС.
- С 18 января 1961 по 8 апреля 1966 года член Бюро ЦК КПСС по РСФСР.
- С января 1961 года — заместитель председателя, в октябре 1961 года — ноябре 1962 года — первый заместитель председателя Бюро ЦК КПСС по РСФСР.
- 19 октября 1961 года выступил с речью на XXII съезде КПСС[1].
- С 31 октября 1961 по 27 апреля 1973 года — член Президиума (с 1966 г. Политбюро) ЦК КПСС.
- С 23 ноября 1962 по 23 июля 1971 года — Председатель Совета Министров РСФСР.
- С 22 июля 1971 по 7 мая 1973 года — председатель Комитета народного контроля СССР.

Депутат Совета Союза Верховного совета СССР 3-8-го созывов. Неоднократно возглавлял советские партийно-правительственные делегации за рубежом; был участником переговоров между партийно-правительственными делегациями социалистических стран. Принимал участие в работе Международного совещания коммунистических и рабочих партий, состоявшегося в Москве в июне 1969 года. С мая 1973 года — персональный пенсионер союзного значения.
Умер 1 апреля 1994 года в Москве. Похоронен на Кунцевском кладбище в Москве.

## Мнения современников
«Воронов был мужик резкий и говорил Брежневу в глаза всё, что думал». — М. С. Смиртюков, бывший управляющий делами Совета министров СССР

## Награды
- Награждён двумя орденами Ленина[4][5] и медалями.